# Saison 1972-1973 de la LHJMQ
Saison précédente Saison suivante
La saison 1972-1973 est la quatrième saison de hockey sur glace de la Ligue de hockey junior majeur du Québec. Les Remparts de Québec remportent la Coupe du président en battant en finale les Royals de Cornwall. 

## Contexte
Les Alouettes de Saint-Jérôme et les Maple Leafs de Verdun cessent leurs activités. Le Canadien junior de Montréal est transféré de l'Association de hockey de l'Ontario à la LHJMQ et il change de nom pour devenir le Bleu-Blanc-Rouge de Montréal. Pour la première fois, le trophée Michel-Brière est remis au meilleur joueur de la saison.

## Saison régulière

### Classement
| Clt | Équipe                       | PJ | V  | D  | N | BP  | BC  | Pts |
| --- | ---------------------------- | -- | -- | -- | - | --- | --- | --- |
| 1   | Remparts de Québec           | 64 | 49 | 11 | 4 | 448 | 230 | 102 |
| 2   | Royals de Cornwall           | 64 | 43 | 19 | 2 | 365 | 253 | 88  |
| 3   | Éperviers de Sorel           | 64 | 38 | 23 | 3 | 398 | 362 | 79  |
| 4   | Bruins de Shawinigan         | 64 | 28 | 34 | 2 | 301 | 278 | 58  |
| 5   | Castors de Sherbrooke        | 64 | 28 | 34 | 2 | 278 | 309 | 58  |
| 6   | National de Laval            | 64 | 28 | 35 | 1 | 301 | 377 | 57  |
| 7   | Bleu-Blanc-Rouge de Montréal | 64 | 26 | 35 | 3 | 297 | 319 | 55  |
| 8   | Ducs de Trois-Rivières       | 64 | 18 | 44 | 2 | 294 | 372 | 38  |
| 9   | Rangers de Drummondville     | 64 | 14 | 49 | 1 | 292 | 474 | 29  |

- En gras : champion de la saison régulière
- En italique : qualifié pour les séries

### Meilleurs pointeurs
| Joueur           | Équipe        | PJ | B  | A  | Pts | Pun |
| ---------------- | ------------- | -- | -- | -- | --- | --- |
| André Savard     | Québec        | 55 | 67 | 84 | 151 | 147 |
| Jacques Locas    | Québec        | 62 | 68 | 75 | 143 | 79  |
| Pierre Laganière | Sherbrooke    | 61 | 45 | 86 | 131 | 32  |
| Guy Chouinard    | Québec        | 59 | 43 | 86 | 129 | 11  |
| Jacques Cossette | Sorel         | 64 | 61 | 66 | 127 | 194 |
| Yvon Dupuis      | Québec        | 62 | 50 | 76 | 126 | 56  |
| Dennis Desgagnés | Sorel         | 60 | 48 | 75 | 123 | 78  |
| Michel Deziel    | Sorel         | 64 | 50 | 72 | 122 | 49  |
| Pierre Larouche  | Sorel         | 63 | 52 | 62 | 114 | 44  |
| Claude Larose    | Drummondville | 61 | 63 | 50 | 113 | 12  |

## Séries éliminatoires
Huit équipes jouent les séries éliminatoires à l'issue desquelles la vainqueur remporte la Coupe du président.
|  | Quarts de finale | Quarts de finale             | Quarts de finale | Quarts de finale      |   |                    | Demi-finales | Demi-finales | Demi-finales | Demi-finales |  |  | Finale | Finale | Finale | Finale |
|  |                  |                              |                  |                       |   |                    |              |              |              |              |  |  |        |        |        |        |
|  |                  |                              |                  |                       |   |                    |              |              |              |              |  |  |        |        |        |        |
|  |                  |                              |                  |                       |   |                    |              |              |              |              |  |  |        |        |        |        |
|  | 1                | Remparts de Québec           | 4                | 4                     |   |                    |              |              |              |              |  |  |        |        |        |        |
|  | 1                | Remparts de Québec           | 4                | 4                     |   |                    |              |              |              |              |  |  |        |        |        |        |
|  | 8                | Ducs de Trois-Rivières       | 0                | 0                     |   |                    |              |              |              |              |  |  |        |        |        |        |
|  | 8                | Ducs de Trois-Rivières       | 0                | 0                     | 1 | Remparts de Québec | 4            | 4            |              |              |  |  |        |        |        |        |
|  |                  |                              |                  |                       | 1 | Remparts de Québec | 4            | 4            |              |              |  |  |        |        |        |        |
|  |                  |                              | 5                | Castors de Sherbrooke | 0 | 0                  |              |              |              |              |  |  |        |        |        |        |
|  | 2                | Royals de Cornwall           | 5                | Castors de Sherbrooke | 0 | 0                  | 4            | 4            |              |              |  |  |        |        |        |        |
|  | 2                | Royals de Cornwall           |                  |                       |   |                    |              | 4            |              |              |  |  |        |        |        |        |
|  | 7                | Bleu-Blanc-Rouge de Montréal | 0                | 0                     |   |                    |              |              |              |              |  |  |        |        |        |        |
|  | 7                | Bleu-Blanc-Rouge de Montréal | 0                | 0                     | 1 | Remparts de Québec | 4            | 4            |              |              |  |  |        |        |        |        |
|  |                  |                              |                  |                       | 1 | Remparts de Québec | 4            | 4            |              |              |  |  |        |        |        |        |
|  |                  |                              | 2                | Royals de Cornwall    | 3 | 3                  |              |              |              |              |  |  |        |        |        |        |
|  | 3                | Éperviers de Sorel           | 2                | Royals de Cornwall    | 3 | 3                  | 4            | 4            |              |              |  |  |        |        |        |        |
|  | 3                | Éperviers de Sorel           |                  |                       |   |                    |              |              |              |              |  |  |        |        |        |        |
|  | 6                | National de Laval            | 1                | 1                     |   |                    |              |              |              |              |  |  |        |        |        |        |
|  | 6                | National de Laval            | 1                | 1                     | 2 | Royals de Cornwall | 4            | 4            |              |              |  |  |        |        |        |        |
|  |                  |                              |                  |                       | 2 | Royals de Cornwall | 4            | 4            |              |              |  |  |        |        |        |        |
|  |                  |                              | 3                | Éperviers de Sorel    | 1 | 1                  |              |              |              |              |  |  |        |        |        |        |
|  | 4                | Bruins de Shawinigan         | 3                | Éperviers de Sorel    | 1 | 1                  | 0            | 0            |              |              |  |  |        |        |        |        |
|  | 4                | Bruins de Shawinigan         |                  |                       |   |                    |              | 0            |              |              |  |  |        |        |        |        |
|  | 5                | Castors de Sherbrooke        | 4                | 4                     |   |                    |              |              |              |              |  |  |        |        |        |        |
|  | 5                | Castors de Sherbrooke        | 4                | 4                     |   |                    |              |              |              |              |  |  |        |        |        |        |
|  |                  |                              |                  |                       |   |                    |              |              |              |              |  |  |        |        |        |        |

## Équipes d'étoiles
La ligue sélectionne deux équipes d'étoiles.

### Première équipe
- Gardien de but : Paul-André Touzin, Bruins de Shawinigan
- Défenseur gauche : Al Sims, Royals de Cornwall
- Défenseur droit : Jean Landry, Remparts de Québec
- Ailier gauche : François Rochon, Castors de Sherbrooke
- Centre : André Savard, Remparts de Québec
- Ailier droit : Jacques Cossette, Éperviers de Sorel
- Entraîneur : Claude Dolbec, Bruins de Shawinigan

### Deuxième équipe
- Gardien de but : André Lepage, Rangers de Drummondville
- Défenseur gauche : Jean-Pierre Burgoyne, Bruins de Shawinigan
- Défenseur droit : Jean Bernier, Bruins de Shawinigan
- Ailier gauche : Claude Larose, Rangers de Drummondville
- Centre : Denis Desgagnés, Éperviers de Sorel
- Ailier droit : Blair MacDonald, Royals de Cornwall
- Entraîneur : Orval Tessier, Remparts de Québec

## Trophées
Deux récompenses collectives et cinq individuelles sont décernées.

### Récompenses collectives
- Coupe du président (champions des séries éliminatoires) : Remparts de Québec
- Trophée Jean-Rougeau (champions de la saison régulière) : Remparts de Québec

### Récompenses individuelles
- Trophée Jean-Béliveau (meilleur pointeur) : André Savard, Remparts de Québec
- Trophée Jacques-Plante (meilleure moyenne de buts encaissés) : Pierre Pérusse, Remparts de Québec
- Trophée Michel-Bergeron (meilleur recrue) : Pierre Larouche, Rangers de Drummondville
- Trophée Frank-J.-Selke (joueur le plus gentilhomme) : Claude Larose, Royals de Cornwall
- Trophée Michel-Brière (meilleur joueur) : André Savard, Remparts de Québec